# Sankt-Elof-Quelle

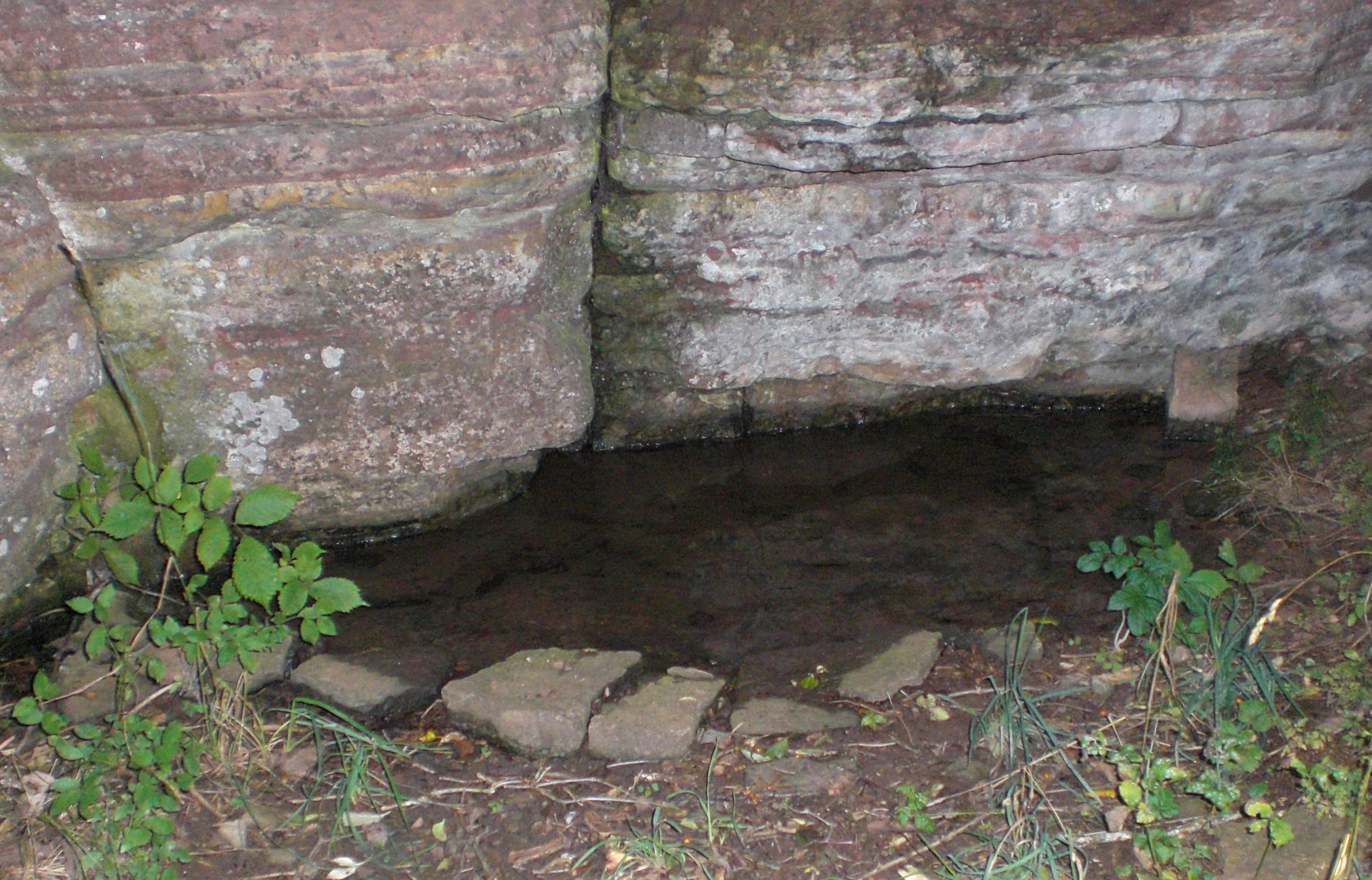
Sankt-Elof-Quelle

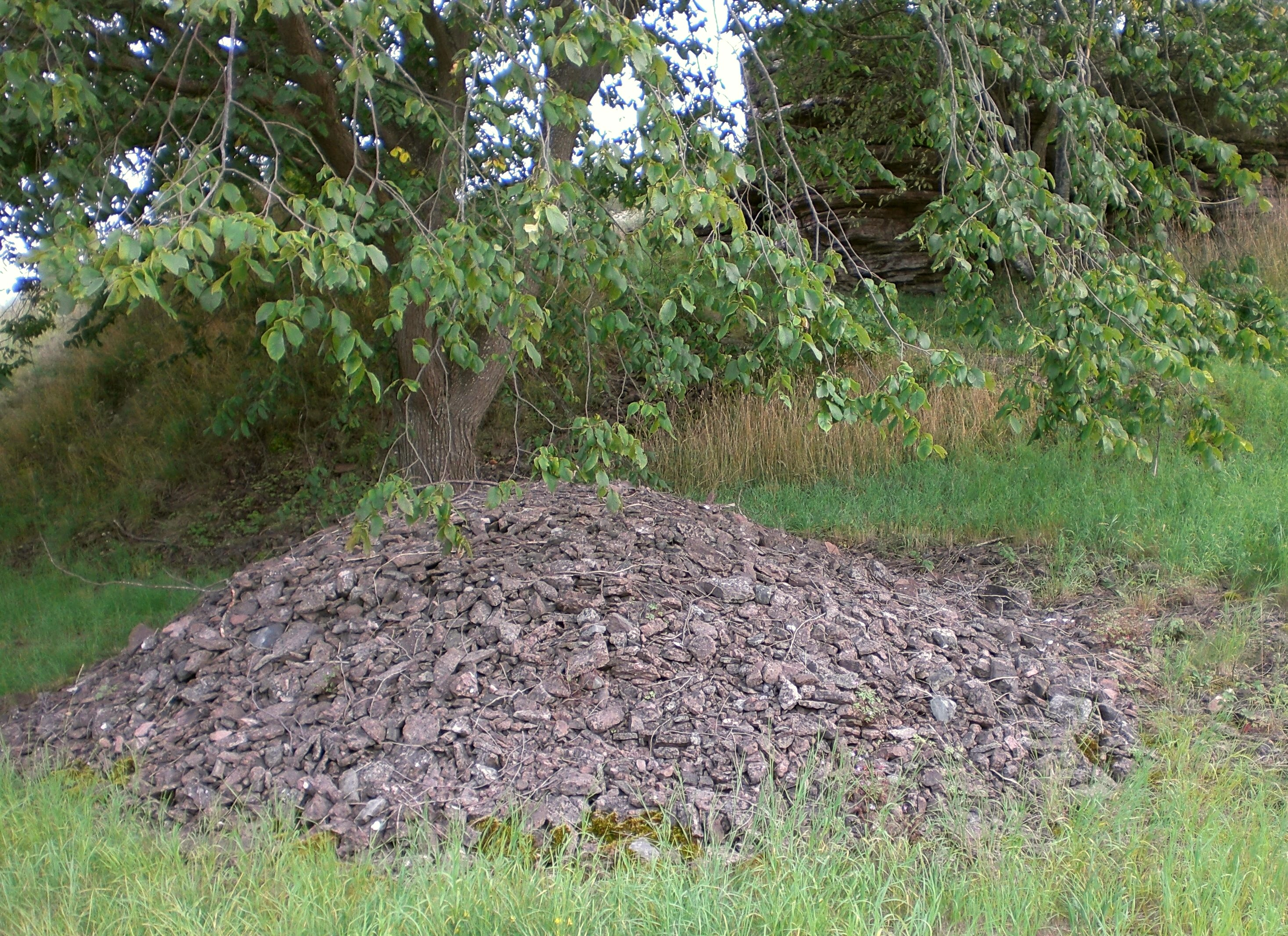
Opferhaufen unterhalb der Sankt-Elof-Quelle

Die Sankt-Elof-Quelle (schwedisch Sankt Elofs källa) liegt zwischen Borgholm und Köpingsvik am Felsvorsprung von Köpings klint auf der schwedischen Insel Öland. 

## Opferhaufen
An der kleinen nur wenig ergiebigen Quelle ist ein unterhalb befindlicher Opferhaufen (schwedisch offerkast) bemerkenswert. Opferhaufen entstanden, indem Reisende einen Stein oder Zweig hinzufügten, wenn sie an einem Platz vorbeikamen, an dem, laut Überlieferung, etwas Denkwürdiges geschehen war. Öland besitzt einige wenige Opferhaufen, die überwiegend aus kleinen Steinen bestehen. Auf dem Festland bestehen sie meist aus  Reisig.

## Legende
Die mit der Quelle und dem Opferhaufen verbundene Legende bezieht sich auf die Zeit, in der das Heidentum und Christentum um die Herrschaft kämpften. Elof war Gefangenenwärter im Schloss Borgholm, das im 13. Jahrhundert gebaut wurde und seit dem 16. Jahrhundert eine Ruine ist. Die geschichtlich nicht zu fixierende „Schlossfrau“ Gunnel verliebte sich in ihn, aber ihre Gefühle blieben unbeantwortet. Die Legende ist der Geschichte von Potifars Frau aus dem Alten Testament nachempfunden. Eine öländische Ballade aus dem Mittelalter beschreibt Elofs Geschichte. Gunnel nimmt Elof, als der eingeschlafen war, die Schlüssel zum Kerker des Schlosses weg und lässt die Gefangenen frei. Ihrem Mann sagt sie später, Elof hätte die Gefangenen freigegeben. Der unschuldige Elof wurde in ein Fass gesteckt, das an zwei durchgehenden Pferden festgebunden wurde. Bei Köpings Klint stieß Elofs Genick gegen die vorstehende schroffe Klippe, so dass ein Quell hervorsprang. Der Felsvorsprung und die Quelle sind noch heute vorhanden. Schließlich blieben die wilden Fohlen in Kapelludden stehen, und Elof tat seinen letzten Atemzug. Hier stand im Mittelalter eine kleine, steinerne Kapelle, die 1816 abgerissen wurde. Heute steht hier eine neugebaute Kapelle, die wieder den Namen St. Elavi-Kapelle trägt.